# Kevin Korona
Kevin Korona (* 28. Juni 1988 in Nürnberg) ist ein deutscher Bobsportler und ehemaliger Leichtathlet.

## Karriere
Seine Karriere als Weitspringer musste Korona verletzungsbedingt aufgeben und wandte sich anschließend dem Bobsport zu. 2015 wurde er als Anschieber von Maximilian Arndt gemeinsam mit Alexander Rödiger und Ben Heber Weltmeister im Viererbob. Bei der Europameisterschaft im selben Jahr wurde er im Viererbob Fünfter. Ein Jahr später wurde er mit Maximilian Arndt, Martin Putze und Ben Heber im Viererbob Europameister. Die Titelverteidigung misslang 2017 knapp, mit Nico Walther als Pilot sowie Kevin Kuske und Eric Franke belegte Korona den zweiten Platz. Bei der Weltmeisterschaft wurde er mit dieser Mannschaft Dritter.
Er studierte Sport und Wirtschaftswissenschaften an der Friedrich-Alexander-Universität Erlangen-Nürnberg.